# Кафява сврачка
Кафява сврачка (Lanius cristatus) е вид птица от семейство Сврачкови (Laniidae). Видът е незастрашен от изчезване.

## Разпространение
Разпространен е в Бангладеш, Бутан, Бруней, Камбоджа, Китай, Хонконг, Индия, Индонезия, Япония, Казахстан, Северна Корея, Република Корея, Лаос, Малайзия, Монголия, Мианмар, Непал, Филипини, Русия, Сингапур, Шри Ланка, Тайван, Тайланд и Виетнам.